# آلبرت آبراهام مایکلسون
آلبرت آبراهام مایکلسون (به انگلیسی: Albert Abraham Michelson) (زاده ۱۹ دسامبر ۱۸۵۲ - درگذشته در ۹ مه ۱۹۳۱)، فیزیک‌دان آمریکایی روس‌تبار بود، بیشتر به خاطر فعالیت‌هایش در اندازه‌گیری سرعت نور و آزمایش مایکلسون-مورلی مشهور است. او در سال ۱۹۰۷ جایزه فیزیک نوبل را دریافت کرد و اولین آمریکایی بود که موفق به دریافت جایزه نوبل در علوم شد.
او از آکادمی نیروی دریایی ایالات متحده در رشته ریاضیات فارغ‌التحصیل شده بود و بعدها در همان‌جا تدریس کرد. او با اختراع ابزاری که «تداخل‌سنج» نامیده می‌شد شروع به اندازه‌گیری سرعت نور کرد. او با اندازه‌گیری سرعت نور در جهت‌های مختلف نشان داد که سرعت نور مستقل از سرعت منبع نور است و در نتیجه این نظریه که امواج نوری در محیطی بنام «اتر» در فضا جریان دارند، بی‌اعتبار است. اینشتین بر پایه تحقیقات او موفق به ارائه نظریه نسبیت گردید.